# Fronteira Geórgia–Turquia
A fronteira entre a Geórgia e a Turquia é a linha de 252 km de extensão, na direção leste-oeste, que separa o sudoeste da Geórgia (Ajária), do nordeste da Turquia, na Anatólia Oriental, províncias de Artvim e Ardacane.
Seu extremo oeste é o litoral do mar Negro, nas proximidades do porto de Batumi, capital da Ajária. No leste vai até a fronteira tríplice com a Armênia, em Ardacane.
Esse é um dos trechos fronteiriços que separam Ásia e Europa na região do Cáucaso.
Foi definida em 1920 quando o governo comunista da URSS reconhece a independência da Geórgia, já reivindicada desde de 1918, interrompida por curta ocupação britânica.
Essa fronteira entre duas nações independentes voltou a existir em 1991. Após o colapso da URSS em 1991, a Geórgia conquistou a independência e herdou sua seção da fronteira Turquia-URSS. A Turquia reconheceu a independência da Geórgia em 16 de dezembro de 1991. O Protocolo sobre o Estabelecimento de Relações Diplomáticas entre os dois países foi assinado em 21 de maio de 1992, pelo qual sua fronteira mútua foi confirmada. 
Desde 2017 e com a abertura da ferrovia Bacu – Tiblíssi – Carse, também é possível cruzar a fronteira de trem. 